# Bullet
Bullet是一个跨平台的开源物理引擎，支持三维碰撞检测、柔体动力学和刚体动力学，多用于游戏开发和电影制作中。Bullet物理库在zlib协议下发布。
Bullet的主要作者为Erwin Coumans，曾經就職於索尼電腦娛樂美國研發職務2003到2010年，就职于AMD公司到2014年，現就职于Google公司。

## 特性
刚体与柔体模拟，支持连续或不连续的碰撞检测。碰撞形状包括：球体，方块，圆柱，圆锥，使用GJK的凸多边形，非凸三角网。
柔体支持：布料，绳索和可变形对象。

## 使用Bullet的作品

### 游戏
- ArmyRage
- 俠盜獵車手IV
- 荒野大镖客
- 特技摩托賽系列
- 无敌风火轮赛车：第五战队
- 马达加斯加赛车
- 彩色之旅
- 3DMark 11
- 俠盜獵車手V

### 电影
- 2012
- 全民超人
- 闪电狗
- 天龍特攻隊
- 福爾摩斯
- 麥克邁：超能壞蛋

### 三维制作工具
- Blender -- 一套免费的三维绘图及渲染软件，其内置的游戏引擎Game Blender使用了Bullet物理。
- Carrara Pro 从版本8开始添加了Bullet Physics（仅包含在专业版中）。[3]
- Cinema 4D 版本11.5使用了Bullet，作为MoDynamics的一部分。[4]
- MikuMikuDance 一个免费的3D动画软件，从版本5开始内置Bullet物理引擎。